# 副食

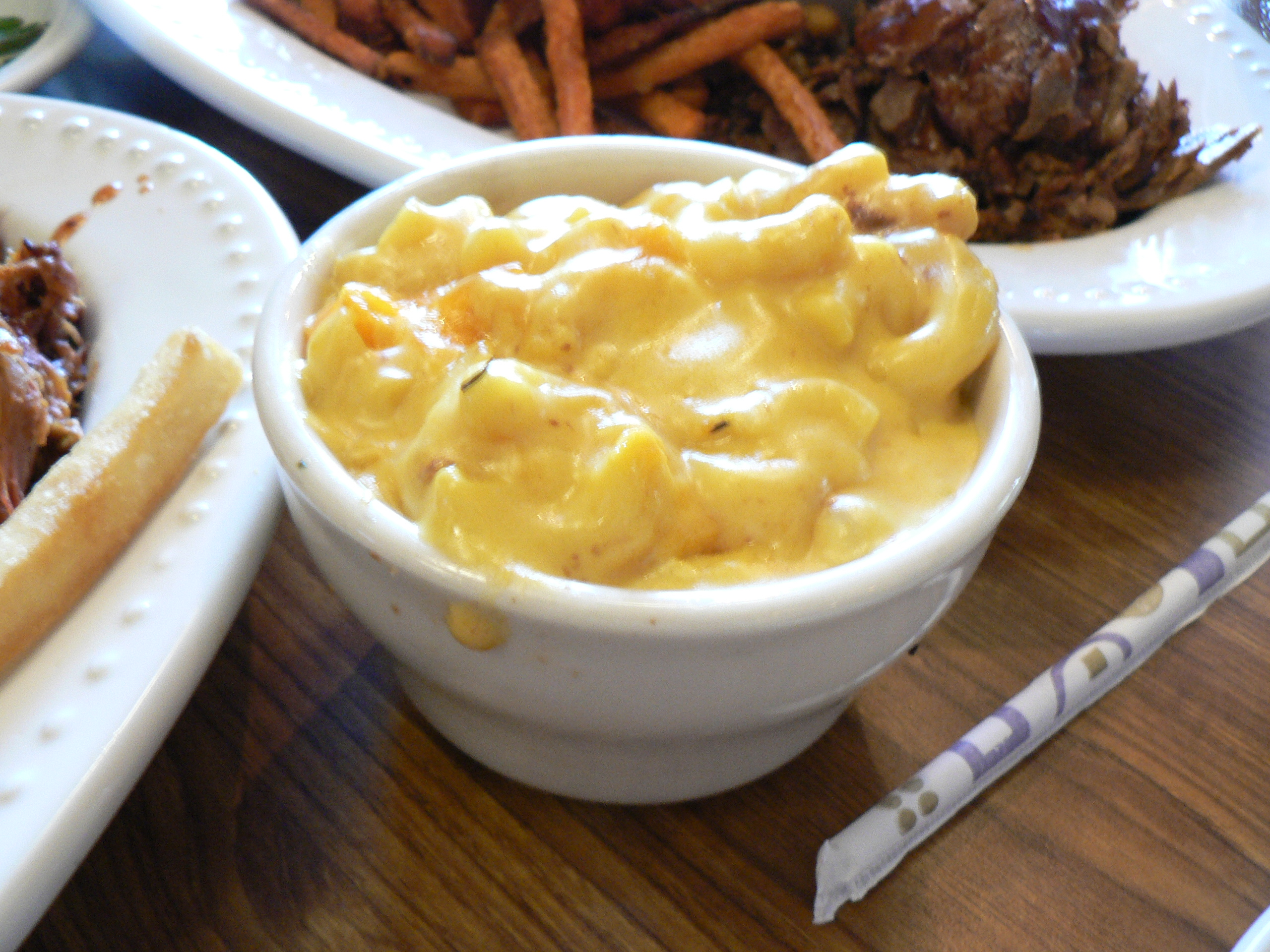
マカロニ・アンド・チーズ

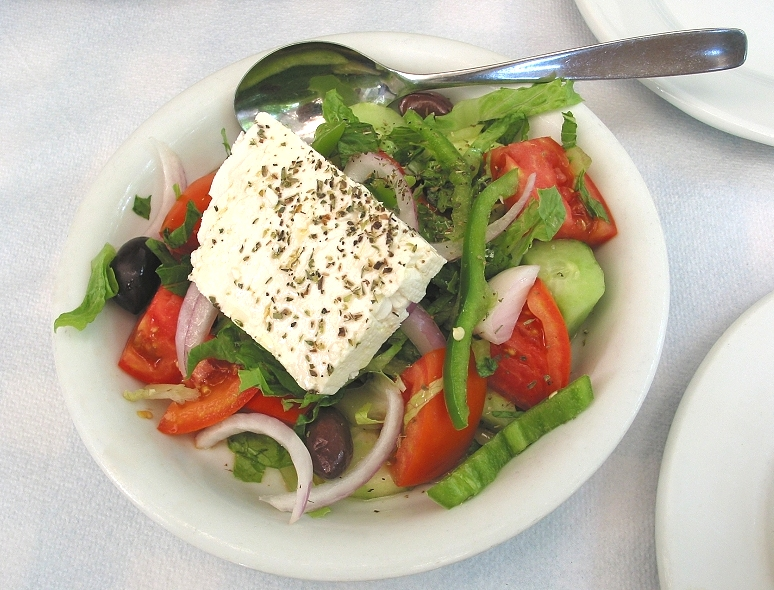
ギリシャのサラダ

副食（ふくしょく）または副食物（ふくしょくぶつ）とは、主食とともに食べるもののこと。
主食に対する概念が副食であり、副食はさらに主菜と副菜から構成される（さらに副副菜（副々菜）の概念を加える場合もある）。主食は一般に穀類であり、副食のうち主菜はタンパク質を中心とする料理、副菜はそれ以外の栄養素を補う。ただし、麺類の一品献立のように必ずしも主食と副食という構成ではない料理もある。

## 日本料理
伝統的な日本料理である本膳料理では「一汁三菜」「二汁五菜」「三汁五菜」などの形式があり膳が増えると汁物や菜が増える。現代的な食事の組み合わせでは「一汁一菜」や「一汁二菜」の形式もある。
例えば一汁三菜の形式では、主食（ご飯や麺類など）＋汁物＋主菜（魚料理や肉料理）＋副菜（煮物など）＋副副菜（和え物や漬物など）の構成となる。配膳では左前が主食、右前が汁物、右奥が主菜、左奥が副菜、中央が副副菜となる。なお、丼物や麺類の一品献立や鍋物など主食と副食という構成にはなっていない形式の料理もある。

## 朝鮮料理
朝鮮料理では主食（ご飯）と副食に分かれている。
伝統的な朝鮮料理では陰陽五行説に基づき料理に「五味五色」が取り入れられる。「五味」とは甘・辛・酸・苦・鹹の五つの味をいう。「五色」は青・赤・黄・白・黒の五つの色の食材を表す。

## タイ料理
タイ料理では主食と副食に分かれている。主食はタイの中部や南部では米、北部や東北部ではもち米である。副食は魚が中心であるが、エビ、鶏、アヒル、野菜など多様な食材が使用され、調味料や香辛料を加えて調理されたものが基本メニューとなっている。

## インドネシア料理
インドネシア料理にも主食と副食がある。インドネシアの人口密集地では米を主食にしているが、サゴ澱粉、バナナ、イモ、トウモロコシ、雑穀などが主食になっている地域も存在する。副食には鶏肉や魚を使ったものが多く、スパイスが多用された強い味付けとなっている。

## インド料理
インド料理にも主食と副食がある。北インドでは小麦粉を原料とするパンを主食にしているが、南インドでは米が主食になっている。副食にはダール（豆の煮込み）、カレー、季節の野菜などが用いられる。